# Mamadou Diouf
Mamadou Diouf je senegalski povjesničar. Živi i radi u SAD. Studirao je na Sveučilištu Cheikh-Anta-Diop i na Sorbonnei. Danas predaje na Sveučilištu u Michiganu.

## Radovi (izbor)
- Le Kajoor au XIXe, Paris, Karthala, 1989 (thèse publiée)
- Le Sénégal sous Abdou Diouf, Paris, Karthala, 1990
- Une histoire du Sénégal : le modèle islamo-wolof et ses périphéries, Paris, Maisonneuve & Larose, 2001, 250 p. ISBN 2706815035
- Historians and histories, what for? : African historiography between the state and the communities, Amsterdam, SEPHIS-CSSSC, 2002, 27 p.
- Tolerance, Democracy and Sufis in Senegal, Columbia University Press, 2013, 296 p.
- L'Afrique dans le temps du monde, 2023, Rot·Bò·Krik

## Vanjske poveznice
- Nomination de Mamadou Diouf à l'Institute of African Studies de l'Université Columbia  Arhivirana inačica izvorne stranice od 14. siječnja 2009. (Wayback Machine)
- Travaux de Mamadou Diouf sur le site de l'Université Columbia
- Mamadou Diouf sur Bibliomonde  Arhivirana inačica izvorne stranice od 26. rujna 2017. (Wayback Machine)
- Entretien avec Mamadou Diouf sur La Vie des Idées (texte & audio)